# カムイ・イピリマ
『カムイ・イピリマ』（KAMUY IPIRMA）は、1993年11月1日に発売されたソウル・フラワー・ユニオンのファースト・アルバム。

## 解説
当初ソウル・フラワー・ユニオンは、中川敬・奥野真哉が在籍していたニューエスト・モデルと、伊丹英子・内海洋子が在籍していたメスカリン・ドライヴが統合して出来たバンドであった。
メスカリン・ドライブが自らの4枚目のアルバムとして「日本列島先住民史」をテーマに据えて制作していたマテリアルに、ニューエスト・モデル組がサポートする形で完成。実質、メスカリン・ドライヴのラスト・アルバムともいえる。ゆえに、アルバムとしてはメスカリン・ドライブの作風の延長線上にあり、伊丹英子を中心に彼女らが前作『イデオロギー・クッキング』で展開させてきた「反イデオロギー」と「日本的物語への懐疑」の融合をさらに突き詰めた仕上がりになっている。
のちに確立するソウル・フラワー・ユニオンのサウンド・イメージからはかけ離れたユーロ・プログレ色の濃い作品となっており、上記の理由によりヴォーカルは全て内海洋子が担当。作品全編を彩るフィドルは金子飛鳥、フルートは赤木りえが担当している。
アルバムのタイトルはアイヌ語で「神・自然の耳打ち」を意味する。
なお、もともとメスカリン・ドライヴのアルバムとして制作されていた経緯があるため、ベースは永野かおり（メスカリン・ドライヴのメンバーで、ソウル・フラワー・ユニオン結成時に脱退）が担当している。

## 収録曲
1. お前の村の踊りを踊れ～エコタヌタㇷ゚カラキーキ DANCE YOUR VILLAGE'S ORIGINAL DANCE
2. 天の生贄 SACRIFICE
3. ブルーギル BLUE-GILL
4. 人力飛行機 THE TWO FLYING TOWARD THE HIGH TOWER
5. ひぐらし HIGURASHI
6. 信天翁～あほうどり AHODORI～ALBATROSS
7. 寝首かかれた酋長 THE BIG CHIEF WAS CHEATED!
8. 霊柩車の窓から FUNERAL CAR
9. 殺人日和 A GREAT DAY FOR MURDER
10. 世界市民はすべての旗を降ろす CITIZEN OF THE WORLD TAKE DOWN ALL THEIR FLAGS

## 備考
- M-1 アイヌ民族のことを歌っている。萱野茂監修。
- M-2 1993年10月29日の日清パワーステーションでのライブ会場で配布したシングル「天の生贄（カムイ・ノミMIX）」が存在する。
- M-7 トラフィック「Forty Thousand Headmen」のカバー（日本語詞：伊丹英子＆中川敬）。
- M-10 1993年12月1日にシングル・カット。